# 福岡県済生会大牟田病院
福岡県済生会大牟田病院(ふくおかけんさいせいかいおおむたびょういん)は、福岡県大牟田市田隈にある、恩賜財団済生会が運営する病院である。入院病床数は176床。

## 沿革
- 1933年3月　大牟田市川尻に恩賜財団福岡県済生会大牟田診療所開設
- 1945年4月　現在地に移転、病院に昇格
- 1966年　鉄筋三階建てを増築
- 1976年　増築工事竣工
- 2001年　本館・全館増改築竣工

## 診療科目
- 胃腸科
- 内科
- 外科
- 泌尿器科
- 整形外科
- 脳神経外科
- 婦人科
- 放射線科
- 呼吸器内科
- 循環器内科
- 内分泌糖尿病内科
- リウマチ科
- リハビリテーション科
- 麻酔科

## 医療機関指定
出典
| 健康保険医療機関                                                                             | 生活保護法指定医療機関               |
| 原爆被爆者一般疾病医療機関                                                                   | 国民健康保険療養取扱機関             |
| 労災保険指定医療機関                                                                         | 救急告示病院                         |
| 身体障害者福祉法指定医療機関                                                                 | 公害健康被害補償法による公害医療機関 |
| 特定疾患治療研究事業指定医療機関                                                             | 無料低額診療事業実施医療機関         |
| 病院群輪番制参加医療機関                                                                     | 福岡県肝疾患専門医療機関             |
| 熊本県インターフェロンフリー治療・インターフェロンフリー治療指定医療機関及び治療実施医療機関 | 第一種協定指定医療機関               |
| 第二種協定指定医療機関                                                                       | 日本麻酔科学会 麻酔科認定病院        |
| 胃がん検診精密検査実施医療機関                                                               | 子宮がん検診精密検査実施医療機関     |
| 肺がん検診精密検査実施医療機関                                                               | 肺がん検診再精密検査実施医療機関     |
| 乳がん検診（マンモグラフィ撮影）実施医療機関                                                 | 乳がん検診精密検査実施医療機関       |
| 大腸がん検診精密検査実施医療機関                                                             | 肝臓がん検診精密検査実施医療機関     |
| 肝臓がん検診再精密検査実施医療機関                                                           | 骨粗しょう症検診精密検査実施医療機関 |
| 前立腺がん検診精密検査実施医療機関                                                           |                                      |

## 交通アクセス
- JR大牟田駅より車で8分
- JR銀水駅より徒歩で6分
- 西鉄バス大牟田済生会前バス停下車すぐ